# Рижанівський район
Рижанівський район — колишня адміністративно-територіальна одиниця у складі Уманської округи.

## Історія
Існував у 1923–1926 рр.
Утворений 7 березня 1923 з Рижанівської і Вільховецької волостей як Вільховецький район у складі Уманської округи з центром у Вільхівці.
27 березня 1925 центр Вільховецького району перенесений з с. Вільхівця до м. Рижанівки, Вільховецький район перейменований на Рижанівський.
У районі проживало понад 36 тисяч чоловік.
До району входили села: Вільховець, Водяники, Гусакове, Заліське, Кобиляки, Кобринове, Кучківка, Мизинівка, Стара Буда, Чемериське, Чижівка, Яблунівка.